# Lake Louise
Lake Louise je smučarsko prizorišče v Banff National Parku, v Lake Louisu v Alberti, v Kanadi.